# Dąbrze
Dąbrze – jezioro na Wysoczyźnie Choczewskiej, w gminie Gniewino, w powiecie wejherowskim (województwo pomorskie), otoczone od zachodu i południa lasami Puszczy Wierzchucińskiej.
Miejscowość nadjeziorna: Dąbrówka. Należy do jezior lobeliowych, specyficznych ekosystemów o oligotroficznych wodach. Jego wody mają unikatową roślinność.
Ogólna powierzchnia: 57,6 ha.
Obwód rybacki: Obwód rybacki jeziora Czarne na rzece Salinka nr 1.